# Сквирыново
Сквирыново — деревня в гмине Черниково Торуньского повета Куявско-Поморского воеводства в центральной части севера Польши.